# Bürokrácia
A bürokrácia kifejezés tartalma jelentősen eltér aszerint, hogy azt a hétköznapi életben, vagy a társadalomtudományban használjuk.

## Hétköznapi értelemben
Hétköznapi értelmében a bürokrácia negatív jelenség, amely (elsősorban az állami) hivatalok működésének negatív vonásaira utal. Így mindenekelőtt az eljárás lassúságára, (szükségtelennek tűnő) bonyolultságára, az aktatologatásra, a felelősség elhárítására. A bürokrácia egyben sajátos hatalmi pozíciót is érzékeltet az ügyféllel szemben, aki emiatt kiszolgáltatottnak érzi magát, ami szintén erősíti a negatív érzéseket. A bürokrácia jellemzője még, hogy minden állítás bizonyítását várja el, általában különféle okiratok formájában, ami miatt esetleg az ügyfelet többször is berendelik, "zaklatják".

## A társadalomtudományokban
A bürokrácia fogalma korántsem egyértelműen negatív a társadalomtudományokban. Ezen a területen inkább a fogalom sokrétű értelme jelent problémát, illetve az, hogy a különféle tudományterületek jelentős mértékben eltérő értelmet tulajdonítanak a bürokráciának, miközben átfedések is érzékelhetőek. Az alábbiakban, a nemzetközi szakirodalom rendszerezésén alapulva 3 fő értelmezési tartományt különítünk el az alábbiak szerint:
1. A bürokrácia mint szervezeti jelenség;
2. A bürokrácia mint az állam-i megfelelője;
3. A bürokrácia mint a nem-piaci megfelelője.

### A bürokrácia mint szervezeti jelenség
A bürokrácia, mint szervezeti jelenség leírása alapvetően Max Weber nevéhez köthető. Weber a bürokratikus szervezet számos jellemzőjét említi. (Lásd: Weber 1987, 225-228) Ezeket mintegy összefoglalva a következők érdemelnek kiemelést:
a) A személytelenség arra utal, hogy a hivatalnok egyéni érzelmei, egyéni értékrendje figyelmen kívül hagyásával, "harag és elfogultság nélkül" látja el munkáját. A szabályokban foglaltak és utasítások szerint végrehajtja a rábízott feladatot, akár egyetért annak céljával, akár nem. A személytelenség az egyén szintjén alapozza meg a többi szervezeti jellemző (pl. a szabályokban foglaltaknak és az utasításoknak való feltétlen engedelmesség) érvényesülését.
b) A hierarchia elve alatt Weber az ún. lineáris szervezeteket általánosan jellemző szigorú alá- és fölérendeltségi viszonyokat értette. Azt tehát, hogy a hivatalnok felettesének utasításait köteles végrehajtani, beosztottjának pedig utasítást adhat. Mindenkinek csak egy közvetlen felettese van. Weber ugyanakkor azt is hangsúlyozza, hogy az igazgatási szervezet mindenkor alá van vetve – weberi szóhasználattal élve – az Úrnak (Herr lásd még: uralom, Herrschaft). Az Úr a közigazgatásban a politikai vezető, egy vállalkozás esetében a tulajdonos, stb. Az Úrral szemben nem állnak fenn a hivatalnokot jellemző elvárások (engedelmesség, szakismeret), s ez nem véletlen. Az Úr feladata a végső célok, irányok meghatározása, illetve, modern kifejezéssel élve: a stratégia-alkotás. Az igazgatás feladata viszont a végrehajtásról való gondoskodás, a stratégiai döntések megvalósításának szervezése. Az igazgatás annyiban nevezhető sikeresnek, eredményesnek, amennyiben képes megtalálni a végrehajtás, a célok elérésének legjobb eszközeit. A bürokrácia éppen ebben bizonyult különösen hatékonynak, jelentős részben éppen azért, mert sikerült az önálló célképzést (az tehát, hogy az egyes egyének, szervezeti egységek a szervezet egészén belül, saját – érdekeik, vagy értékrendjük által indukált – céljaikat kövessék) kiküszöbölni. Ez azonban azt is jelenti, hogy a célokat magán a bürokratikus szervezeten kívül kell meghatározni.
c) A szakosodás, a hatáskörökbe foglalt munkamegosztást és a szakszerűséget jelenti. A munkamegosztás hatékonyságot növelő hatása közismert. Egy-egy szakterülettel egy-egy szervezeti egység (osztály, csoport, ügyintéző) foglalkozik. A specializációból eleve következik, hogy a munkavégzéshez megfelelő szakképzettség kívántatik meg. A szakszerűséghez való ragaszkodás az egyik alapja annak, hogy az igazgatásban "sine ira et studio" kell dolgozni; egyéni érzelmeknek nincs helye.
d) A hivatali szervezet munkájának beszabályozottsága Webernél nagy hangsúlyt kap. Érvényesül ez a szervezeten belül (belső szabályok), de a szervezet-környezet viszonyban is. Különösen fontos ez a politikai illetve állami szférában működő szervezetek esetében, ahol a szabályok jórészt jogszabályi formában jelennek meg, ami a jogállamisággal azonosítható. A hierarchia mellett a szabályok nagy szerepe a bürokratikus szervezet két talán legfontosabb megkülönböztető ismérve.
e) Az aktaszerűség lényege, hogy az eljárási cselekményeket, az eljárás során szerzett információkat, a hozott határozatokat írásos formában (irat, akta) rögzítik, hosszabb ideig tárolják, és biztosítják visszakereshetőségét.

#### A hatékonyság problémája
Weber a bürokratikus szervezetet a legracionálisabb szervezeti formának nevezi. Ezt a kijelentését később angolra a "leghatékonyabb"-ként fordították és így tárgyalja a nemzetközi szervezéstudományi szakirodalom is. Elsősorban éppen ezt a kijelentését vitatták számosan. 
Merton utal arra, hogy a bürokratikus szervezetben a hivatalnok (bürokrata) személyisége eltorzul. Ez a torzulás vezet aztán szervezeti diszfunkciókhoz. Így a célok helyett az eszközök (főleg: a szabályok merev követése) válnak fontossá a szervezetben. Többen azt hangsúlyozzák, hogy a szervezet egyes jellemzői ellentmondásba kerülhetnek egymással. Talcott Parsons pl. rámutat a szakértelem és a szabályszerűség közötti feszültségre. (Pl. az orvos a szabályok, vagy szakmai ismeretei alapján döntsön egy kérdésben.) Többen hangsúlyozzák, hogy Weber elméletében nem tisztázott a motiváció kérdése mint például "Miért követi a hivatalnok a szervezeti célt és nem a saját érdekeit és értékrendjét?". A Közösségi Választások (Public Choice) Elmélete alapgondolata éppen az, hogy a hivatalnokok igenis saját érdekeik szerint fognak cselekedni, ami a magánszférában is probléma (ezzel foglalkozik a megbízó-ügynök elmélet), de különösen az a közszférában. Végül Michel Crozier a bürokratikus szervezetet az alkalmazkodás-képtelenséggel jellemzi, ilyenként rendkívül alacsony hatékonyságúnak láttatja.
Gajduschek rámutat ugyanakkor, hogy bár a bürokratikus szervezet hatékonysága vitatható, a weberi racionalitás fogalom a szervezeti működés és outputok kiszámíthatóságát is magában foglalja. A bürokrácia kiszámíthatósága pedig számos területen kifejezetten erény. A demokratikus állam működésének számos ponton előfeltétele a bürokratikusan működő hatósági jogalkalmazó közigazgatás.

### A bürokrácia mint az állami megfelelője
Bár Weber hangsúlyozza, hogy bürokratikus szervezeteket nem csak az állami területen találunk, hanem a nagyvállalatok, nagy pártok vagy éppen a római katolikus egyház is kifejezetten bürokratikus szervezeti jellemzőket mutat, a bürokrácia modellje mégis a porosz államigazgatás volt. Számos kutató a bürokráciát az állam egészével, de leginkább végrehajtó hatalmi ággal, illetve a közigazgatással azonosítja. A politikatudományt is ez utóbbi értelmezés jellemzi. Általánosnak mondható, hogy pl. a politológia tankönyvek "állami bürokrácia" címszó alatt tárgyalják a közigazgatás hivatalainak működését.

### A bürokrácia mint a nem-piaci megfelelője
Végül a "bürokratikus" jelentheti azt a működési mechanizmust, amely ellentétes a piacgazdaságban működő szervezetek mechanizmusával és azok jellemzőivel. Az osztrák közgazdász, Ludwig von Mises úgy érvelt, hogy lényegében két szervezetirányítási mód képzelhető el: a bürokratikus mód, ami az állami vállalatok, valamint az olyan magánszervezetek módja, mint a katolikus egyház, valamint a profitalapú vezetés, ami a nyereségre törekvő magánvállalatok módja. Az utóbbit a felek egyenlő pozíciója és a közöttük jelentkező személytelen verseny képviseli, amely a leghatékonyabban választja ki a "termelőket". A profitalapú vezetés arra kényszerít minden magánvállalatot, hogy a termelését a fogyasztó igények kielégítéséhez igazítsa, mivel csak abból szerezhet nyereséget. Ezzel szemben a bürokratikus működésmódot a monopolhelyzet és hierarchia jellemzi, ami kizárja a versenyt és a feleket alá-főlérendeltségi pozíciókba szorítja. A "vevő" oldaláról a bürokratikus szerveződés kizárja a választás lehetőségét, ami egyben kiszolgáltatottsághoz is vezet – mintegy a vevőt is betagozva egy hierarchikus elrendezettségbe.
A 2. és 3. értelmezés így nem szervezeti szinten, hanem társadalmi szinten értelmezi a bürokrácia fogalmát. Míg azonban a 2. ezt egy társadalmi, alapvetően szervezeti intézményrendszerben (állam, közigazgatás), addig a 3. egy működésmódban, sajátos mechanizmusként ragadja meg, amely minden területen jelen lehet – így pl. a gazdaságban is, amennyiben az tervgazdaság.

## A bürokrácia értékelése
A jelenség értékelése nagyban függ tehát az értelmezési keretektől. Összességében a bürokrácia értelmezése rendkívül ellentmondásos. Már maga Weber is utal arra, hogy a bürokrácia a legracionálisabb eszköz, így megfelelő kézben nagy jótétemény lehet a társadalom számára, ám ugyanakkor magában rejti azt a veszélyt is, hogy a "szolgaság házává" változhat, illetve az állami bürokrácia magát a társadalmat változtathatja azzá. Többen a totális diktatúrákat (kommunizmus, fasizmus) éppen azzal jellemzik, hogy ezek az egész társadalmat egy hatalmas bürokratikus szerveződéssé alakítják, minden egyes embert egy hatalmas alá-fölérendeltségi lánc elemeként kezelve; ahol az egyszerű állampolgár kerül legalulra. Utaltunk ugyanakkor arra is, hogy a demokratikus berendezkedés elképzelhetetlen bürokratikus végrehajtó apparátus nélkül.
Némileg leegyszerüsítve azt mondhatjuk, hogy a bürokrácia egyfajta eszköz. Jó vagy rossz volta egyfelől attól függ, hogy alkalmas-e az adott feladat ellátására. A szervezéstani irodalom szerint a bürokratikus szerveződés igen alkalmas lehet nagy mennyiségű, sztenderdizált feladat (pl. tömegtermelés, tömeges, az állampolgárok számára egyenlő elbírálást biztosító ügyintézés) ellátására. Más feladatok elvégzésére viszont a bürokratikus szervezet kifejezettten alkalmatlannak tűnik. (pl. olyan kreativitást igénylő területeken, mint a kutatás, vagy marketing, vagy az egyéni sajátosságokhoz, elvárásokhoz igazodó szolgáltatási tevékenység). A politikai rendszer szintjén a bürokrácia éppúgy szolgálhatja a közösség érdekeit, egy megfelelő demokratikus berendezkedés esetében, amiként egy diktatúrában a közösség brutális elnyomásának is hatékony eszköze lehet.